# 霍埃尔·桑切斯 (田径运动员)
霍埃尔·桑切斯（西班牙語：Joel Sánchez，1966年9月15日—），墨西哥男子田径运动员。他曾代表墨西哥参加1988年、1992年和2000年夏季奥林匹克运动会田径比赛，其中2000年奥运会获得一枚铜牌。